# Familia Ospina
Los Ospina son una de las familias más importantes en Colombia, cuyo origen data del País Vasco. Su ámbito de influencia más importante fue hasta mediados del siglo XX.
Entre sus miembros destacan importantes políticos y comerciantes, y tres expresidentes de Colombia. Todos sus miembros han sido militantes del Partido Conservador Colombiano, ya que su fundador también es patriarca del clan familiar.